# كريستين أوكرينت
كريستين أوكرينت (مواليد 24 أبريل 1944) (بالفرنسية: Christine Ockrent)‏ هي صِحفية بلجيكية، تُمارس بشكل أساسي في التلفزيون الفرنسي.
كانت قد قابلت أمير عباس هويدا، رئيس الوزراء الإيراني السابق، في سجن إيفين بعد الثورة الإسلامية عام 1979، وكانت آخر مقابلة إعلامية مع هويدا قبل إعدامه.

## مسيرتها
ولدت أوكرينت في بروكسل عاصمة بلجيكا، وهي ابنة الدبلوماسي البلجيكي روجر أوكرينت. تخرجت من معهد الدراسات السياسية بباريس (Science Po) في عام 1965.
هي زوجة السياسي والطبيب الفرنسي برنار كوشنار، ولديها ابن، من مواليد 11 مارس 1986.

## روابط خارجية
- كريستين أوكرينت على موقع IMDb (الإنجليزية)
- كريستين أوكرينت على موقع ألو سيني (الفرنسية)
- كريستين أوكرينت على موقع قاعدة بيانات الفيلم (الإنجليزية)